# Sandersellus carinatus
Sandersellus carinatus är en insektsart som beskrevs av Delong 1945. Sandersellus carinatus ingår i släktet Sandersellus och familjen dvärgstritar. Inga underarter finns listade i Catalogue of Life.